# Jean-Paul Gut
Pour les articles homonymes, voir Gut.
Jean-Paul Gut, né le 1er juillet 1961, fut directeur général chargé du marketing, de l'international et de la stratégie d'EADS, et membre de son conseil d'administration. Il dirige désormais une société de conseil en développement et investissement international à Londres.

## Biographie

### Études
Jean-Paul Gut a fréquenté le lycée Janson-de-Sailly, et est diplômé de l’Institut d'études politiques de Paris.

### Matra
Il commence sa carrière en 1983 chez Matra-Défense comme vice-président Export, puis devient directeur commercial Export en 1988 et Executive Vice-President en 1990. En 1993, il est nommé Senior Executive Vice-President du Groupe Lagardère, chargé des affaires internationales. 
En 1996, il prend la tête de Matra BAE Dynamics, puis devient directeur délégué du Groupe Lagardère en 1998[réf. souhaitée]. 
Lors de la fusion de Matra-Défense et Aérospatiale en 2000, il est nommé président d’Aerospatiale Matra Lagardère International et directeur délégué chargé de la défense et du transport spatial,.

### EADS
À la création d'EADS, il devient membre du conseil d’administration et du comité exécutif de EADS. Il est nommé, en juin 2005, directeur général délégué de EADS. Il est également directeur d’EADS International (l’organisation marketing d’EADS) qu’il a fondée à la création du groupe en 2000.
En mai-juin 2006, il devient directeur de la stratégie du groupe EADS et remplace Jean-Louis Gergorin, démissionnaire après sa mise en examen dans l'affaire Clearstream 2, puis directeur général chargé du marketing, de l'international et de la stratégie. A ce poste, il négocie notamment une vente de 80 A350 avec Qatar Airways.
En juin 2007, il annonce son départ d’EADS (il est remplacé par Marwan Lahoud). Selon des révélations ultérieures de Mediapart, du Spiegel et de Handelsblatt en Allemagne, en octobre 2017, il a en fait perçu environ 80 millions d'euros lors de son départ, bien que le montant initialement annoncé était de 2,8 millions d'euros,,,.

### Société de conseil
Jean-Paul Gut fonde en 2007 à Londres, Coolmore International, une société de conseil spécialisée dans l'accompagnement international des grands groupes européens et l'investissement pour financer des projets d'infrastructures. Il créée également la société Armat Group.

## Affaires et polémiques

### Affaire Airbus
Jean-Paul Gut a dirigé jusqu’en 2007 la division Strategy and Marketing Organization (SMO) d’EADS dissoute en 2016 et considérée comme un centre névralgique des pratiques de corruption du groupe. Selon Mediapart, il aurait mis en place un système, et Der Spiegel le désigne également comme un acteur clé de ces pratiques, Une enquête conjointe (France, Royaume-Uni, États-Unis), lancée en 2016, porte sur des commissions occultes versées pour la vente d’avions sur une période de 12 ans,,. Elle aboutit en janvier 2020 à une amende de 3,6 milliards d’euros, répartie entre les trois pays. Les accords conclus avec Airbus en tant que personne morale n'excluent pas d'éventuelles poursuites individuelles, notamment à l’encontre de Jean-Paul Gut,.

#### Cas spécifiques
- 2003 – Vente à EgyptAir :

Airbus vend sept A330 à EgyptAir pour 900 millions d’euros. Selon Mediapart et Der Spiegel, près de 10 millions d’euros auraient transité via un intermédiaire, Abbas al-Yousef, à la demande du département SMO dirigé par Gut.
- 2006 – Vente à la Libye :

Jean-Paul Gut est placé en garde à vue en 2019 dans le cadre de commissions suspectes lors de cette vente,,. En novembre 2022, Airbus signe un second accord avec le Parquet national financier, validé le 30 novembre, et accepte de verser une amende de 15,9 millions d’euros,. En mars 2025, Alexandre Djouhri affirme que Gut lui aurait promis 15 millions d’euros dans ce contexte.

### Affaire EADS
En 2008, Jean-Paul Gut est mis en examen pour délit d'initié après avoir vendu des actions EADS en 2006, peu avant l’annonce de retards du programme A380, réalisant une plus-value de 1,7 million d’euros. En 2009, l'Autorité des marchés financiers clôt le dossier sans sanction. En 2014, un procès est engagé mais le Conseil constitutionnel invoque le principe non bis in idem et l’affaire est définitivement classée, sans condamnation,,,,.

## Distinction
- Nommé chevalier de la Légion d’honneur le 11 juillet 2003[32].